# Anopsicus palenque
Anopsicus palenque là một loài nhện trong họ Pholcidae. Loài này được phát hiện ở México.